# Philippe Brenot
 (novembre 2020).
Philippe Brenot, né le 6 mai 1948 à Bordeaux, est un médecin psychiatre français, anthropologue, sexologue et éditeur, directeur des enseignements de Sexologie à l'Université Paris-Cité.

## Biographie
Philippe Brenot, docteur en Médecine, docteur ès Sciences, maître ès Lettres, obtient son doctorat ès sciences (PhD) à l'université Bordeaux 1, en 1982, en soutenant une thèse intitulée « Évolution de l'asymétrie électro-corticale chez les primates et l'homme ». Il est sexologue, directeur des enseignements de sexologie et de sexualité humaine à l'université Paris Descartes.
Il préside l'association Observatoire International du Couple. Ses recherches, théoriques et cliniques, concernent les spécificités anthropologiques de la sexualité humaine et du couple. Il est membre expert de l'Association interdisciplinaire post-universitaire de sexologie (AIUS) et du comité scientifique des Assises de sexologie et de santé sexuelle,.

## Éditions et publications
Philippe Brenot est directeur littéraire aux éditions L'Esprit du temps.
Il a présenté et établi, aux éditions Gallimard, dans les Cahiers de la NRF, l'édition du premier roman de Romain Gary, resté inédit jusqu'en 2014, Le Vin des morts. Ce roman de jeunesse de Roman Kacew (nom de naissance de Romain Gary) est une œuvre maîtresse pour la compréhension de l'homme Gary et un réservoir pour l'œuvre. De nombreux passages du Vin des morts, écrit en 1937, se retrouvant de façon quasi littérale sous la plume d'Émile Ajar en 1974.
Il est membre du jury du prix Sade.

## Ouvrages
- Les Origines , L’Harmattan, 1988
- Les mots du corps, L'Esprit du Temps, 1992
- Les mots du sexe, L'Esprit du Temps, 1993
- La sexologie, PUF, 1994
- L'éducation sexuelle, PUF, 1996
- Le génie et la folie, Plon, 1997
- Eloge de la masturbation, Zulma, 1997
- Inventer le couple , Odile Jacob, 2001
- Le sexe et l’amour , Odile Jacob, 2003
- Le Dictionnaire de la sexualité humaine , L'Esprit du Temps, 2004
- L'éducation à la sexualité , Presses Universitaires de France, 2007
- Les Hommes, le sexe et l'amour , Ed. Les Arènes, 2011
- Qu'est-ce que la sexologie ? , Payot, 2012
- Les Femmes, le sexe et l'amour , Ed. Les Arènes, 2012
- Un jour mon Prince…, Les Arènes, 2014[8]
- Présentation du Vin des Morts de Romain Gary, pp. 9-50, Gallimard, 2014
- Romain Gary, de Kacew à Ajar, L'Esprit du Temps, 2014
- Homo ou hétéro, est-ce un choix ?, L'Esprit du Temps, 2015
- Lettres d'amour, secret des amants, L'Esprit du Temps, 2016[9]
- Sex Story (avec Laetitia Coryn), Les Arènes BD, 2016
- Une Histoire du Sexe (avec Laetitia Coryn), Les Arènes BD, 2017
- Pseudocryme, récit, L'Esprit du Temps, 2017
- Je suis un médecin de l'amour, L'Esprit du Temps, 2018
- Pourquoi c'est si compliqué l'amour ?, Les Arènes, 2019
- L'Incroyable Histoire du Sexe en Bande Dessinée, avec Laetitia Coryn, Les Arènes BD, 2022
- Taxi-Thérapie,roman, Serge Safran ed., 2022
- Eloge de la Masturbation, La Musardine, 2024